# وسخود ۱
وسخود ۱ (روسی: Восход-۱؛ به معنای طلوع) هفتمین مأموریت سرنشین‌دار سازمان فضایی شوروی می‌باشد. در این مأموریت روس‌ها توانستند اقدامات فوق‌العاده‌ای مانند نخستین پرواز فضایی با ۳ فضانورد، نخستین پرواز یک فیزیکدان به فضا و صعود فضاپیما تا فاصله حدود ۳۳۶ کیلومتری از زمین را با موفقیت انجام دهند.
این مأموریت دارای مشکلات امنیتی فراوانی نیز بود؛ به دلیل کمبود فضای داخلی فضاپیما فضانوردان مجبور به کاهش وزن خود شدند و نباید لباس مخصوص فضانوردی نیز بر تن می‌کرند. همچنین فضاپیمای وسخود فاقد سیستم اضطراری فرار در هنگام پرتاب بود. در این مأموریت یک پرچم قدیمی مرتبط با کمونیسم نیز همراه با فضاپیما به فضا پرتاب شد.

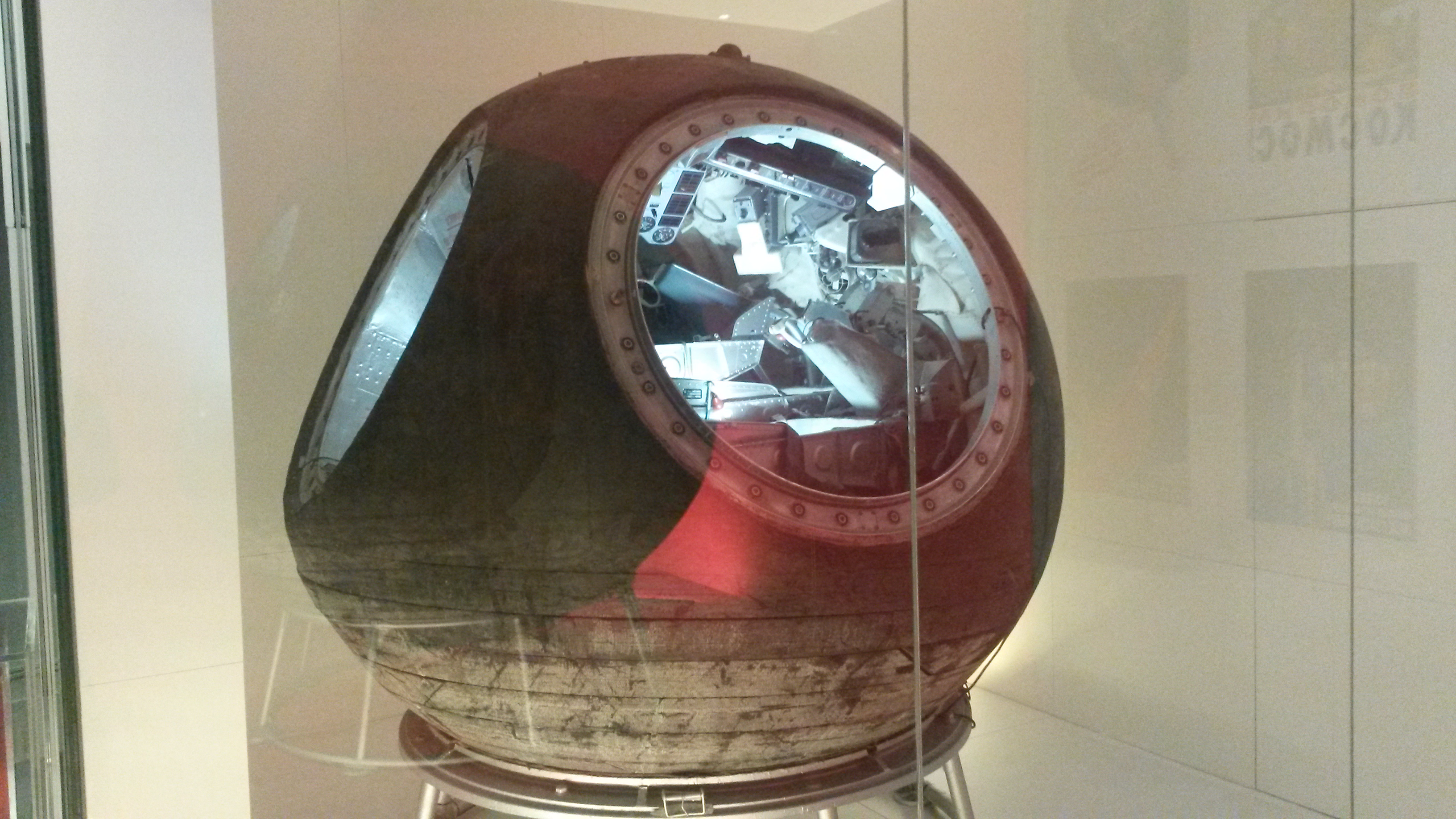
ماژول فرود وسخود ۱ در موزه

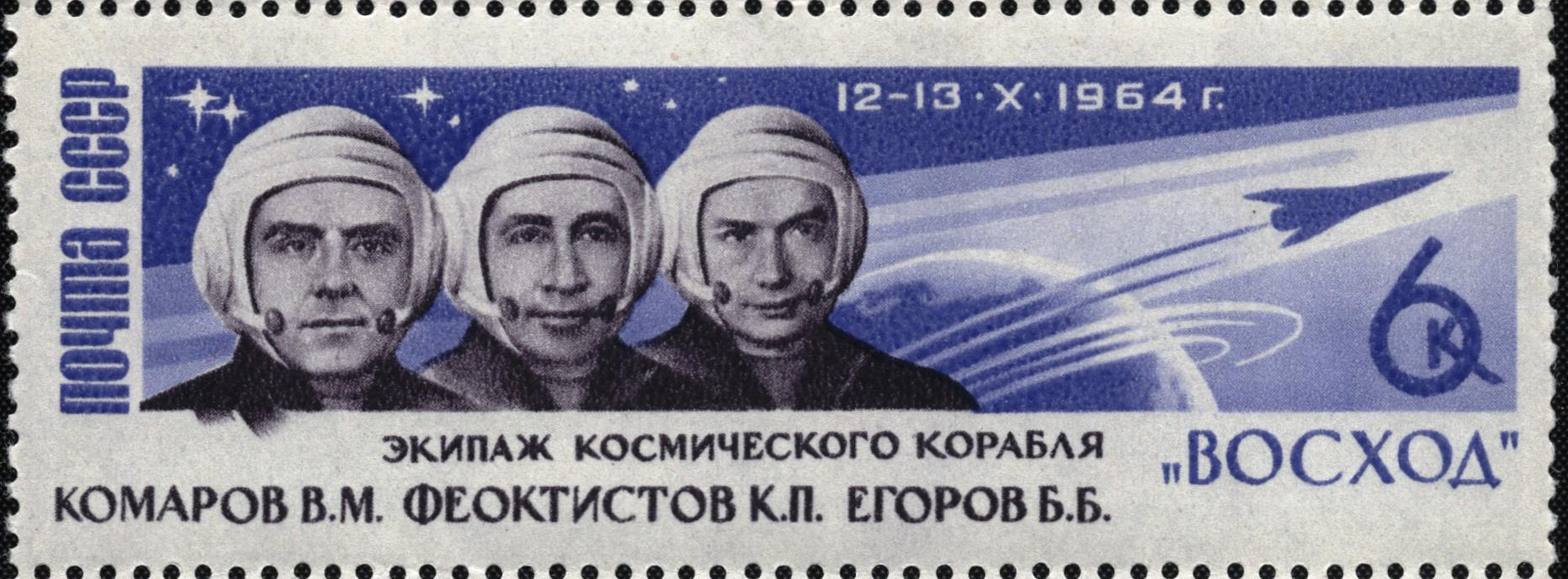
تصویر فضانوردان وسخود ۱ بر روی تمبر

## خدمه مأموریت
| شماره | نام                   | ملیت               | تعداد پرواز | تصویر |
| ۱     | ولادیمیر کاماروف      | اتحاد جماهیر شوروی | ۱           |       |
| ۲     | کونستانتین فئوکتیستوف | اتحاد جماهیر شوروی | ۱           |       |
| ۳     | بوریس یگوروف          | اتحاد جماهیر شوروی | ۱           |       |